# Endonema
Endonema é um género botânico pertencente à família Penaeaceae.